# Ekaterine Tkeszelaszwili
Ekaterine (Eka) Tkeszelaszwili (gruz. ეკატერინე ტყეშელაშვილი; ur. 23 maja 1977 w Tbilisi) – gruzińska polityk, minister spraw zagranicznych Gruzji od 5 maja 2008 do 5 grudnia 2008.

## Życiorys
Ekaterine (Eka) Tkeszelaszwili w 1999 ukończyła prawo międzynarodowe i stosunki międzynarodowe na Państwowym Uniwersytecie Tbilisi. Po studiach pracowała jako prawniczka dla Międzynarodowego Komitetu Czerwonego Krzyża w Gruzji, a następnie dla Centrum Reform Instytucjonalnych i Sektora Informatycznego University of Maryland, którym kierowała w 2005.
W 2005 została mianowana wiceministrem spraw wewnętrznych. Następnie od maja 2006 do sierpnia 2007 była przewodniczącą Sądu Apelacyjnego Tbilisi. Od sierpnia 2007 do stycznia 2008 zajmowała stanowisko ministra sprawiedliwości Gruzji. W styczniu 2007 objęła funkcję prokuratora generalnego Gruzji, którą pełniła do maja 2008.

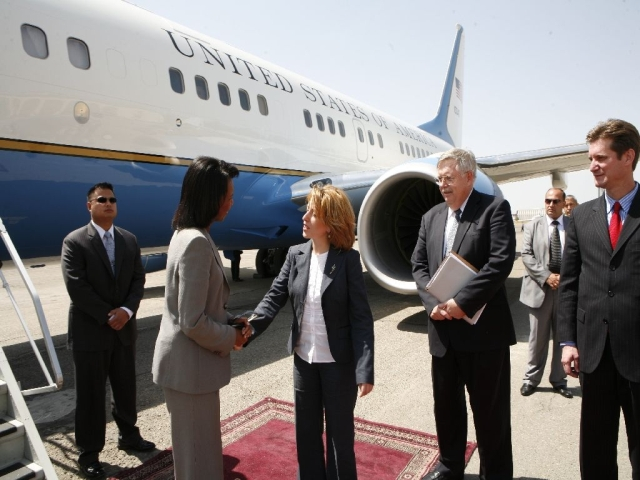
Ekaterine Tkeszelaszwili razem z Condoleezzą Rice, Gruzja, sierpień 2008.

5 maja 2008 Ekaterine Tkeszelaszwili została mianowana ministrem spraw zagranicznych w gabinecie premiera Lado Gurgenidze.
5 grudnia 2008 została odwołana ze stanowiska przez nowego premiera Grigola Mgalobliszwilego.
Ekaterine Tkeszelaszwili jest mężatką, ma jedno dziecko.